# Fuchū (Tokio)
Fuchū (japanisch 府中市, -shi) ist eine Stadt in der Präfektur Tokio.

## Geographie
Fuchū liegt westlich von Tokio und Chōfu, und östlich von Hachioji. Der Fluss Tama fließt durch die Stadt von Südwesten nach Südosten.

## Geschichte
Die kreisfreie Stadt Fuchū, Fuchū-shi, wurde am 1. April 1954 durch den Zusammenschluss von Fuchū-machi (府中町, Stadt Fuchū), Tama-mura (多磨村, Dorf Tama) und Nishifu-mura (西府村, Dorf Nishifu) aus dem Kita-Tama-gun (Kreis Nord-Tama; bis 1893 Teil von Kanagawa) gegründet. Bis zur frühen Meiji-Zeit hieß die Stadt wegen ihrer Rolle als Wegstation an der Kōshū-kaidō (Kōshū-Landstraße, eine der vom Regierungssitz Edo ausgehenden fünf Hauptstraßen in der frühen Neuzeit) auch Fuchū-eki (府中駅; eki=heute primär Bahnhöfe der Eisenbahn; aber besonders historisch auch Post-/Wegstationen an Durchgangsstraßen). Ab der modernen Reaktivierung der Landkreise als Verwaltungseinheit in der Meiji-Zeit 1878 war sie Kreisstadt von Nord-Tama. Bekannt ist sie insbesondere wegen des Friedhofs Tama, dem größten der Präfektur, auf dem viele berühmte Persönlichkeiten bestattet sind. Bekannt ist der Ort auch wegen der Pferderennbahn Tokio, der größten des Landes.
Benannt ist die Stadt Fuchū nach der Fuchū (Provinzhauptstadt) von Musashi im Altertum. Um sie von anderen modernen Orten namens Fuchū/anderen antiken Provinzhauptstädten wie Bingo-Fuchū oder Aki-Fuchū zu unterscheiden, nennt man sie in Japan daher manchmal auch Musashi-Fuchū (武蔵府中).

## Verkehr
- Zug:
  - Keiō-Linie: nach Shinjuku (20 min)
  - JR Musashino-Linie: nach Saitama und Funabashi
  - JR Nambu-Linie: nach Kawasaki und Tachikawa

- Straße:
  - Chūō-Autobahn
  - Nationalstraße 20: nach Tōkyō oder Shiojiri

## Angrenzende Städte und Gemeinden
- Chōfu
- Kokubunji
- Koganei
- Kunitachi
- Hino
- Tama
- Inagi

## Söhne und Töchter der Stadt
- Katsuya Eguchi (* 1965), Videospielentwickler
- Ryūjoseph Hashimura (* 2000), Fußballspieler
- Jun Ichikawa (1948–2008), Filmregisseur und Drehbuchautor
- Tetsuya Komuro (* 1958), Keyboardspieler, Songwriter und Musikproduzent
- Jumma Miyazaki (* 2000), Fußballspieler
- Homare Sawa (* 1978), Fußballspielerin
- Ryūji Sugimoto (* 1993), Fußballspieler
- Naoki Urasawa (* 1960), Mangaka
- Teppei Usui (* 1991), Fußballspieler

## Städtepartnerschaften
- 1974  Sakuho (ursprünglich das darin eingemeindete Yachiho; Schwesterstadt)[2]
- 1992  Hernals, Wien (Städtefreundschaft)[3]